# Panamint Range
Panamint Range, také Panamint Mountains je pohoří na východě Kalifornie, v Inyo County, ve Spojených státech amerických. Leží západně od údolí Death Valley
a tvoří západní okraj Velké pánve. Nejvyšší horou pohoří je Telescope Peak (3 367 m).
Z některých míst pohoří je možné současně vidět nejvyšší horu Kalifornie a Spojených států států bez Aljašky Mount Whitney (4 421 m) a zároveň nejnižší bod Spojených států a Severní Ameriky Badwater Basin (−86 m).

## Geografie
Pohoří se rozkládá od severu k jihu v délce okolo 90 km. Jižně od pohoří leží Mohavská poušť, západně se nachází údolí Panamint Valley a severozápadně pohoří Inyo Mountains.
Panamint Range náleží do fyzicko-geografické provincie Spojených států Oblast pánví a hřbetů.

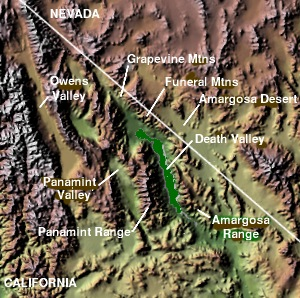
Panamint Range